# Вулиця Івана Бойка (Київ)
Ву́лиця Іва́на Бо́йка — вулиця в Дарницькому районі міста Києва, місцевість Позняки. Пролягає від Тальнівської вулиці до Здолбунівської вулиці.

## Історія
Вулиця виникла в 1-й половині XX століття, мала назву (2-га) Дарницька. У 1955 році набула назву Приозерна. Сучасна назва на честь радянського військового діяча Івана Бойка — з 1982 року.